# تاج‌الملوک مرداویج
تاج‌الملوک مرداویج باوندی شاهزاده دودمان باوندیان بود که فرزند اسپهبد علاءالدوله علی است. او در اواخر حکومت پدر به درگاه سلجوقیان رفت؛ چنان‌که علی پیش از مرگ خود به ولیعهدش، شاه غازی رستم، وصیت می‌کند که از برادر آخر خود محافظت کند ولی با مرداویج هر چه می‌خواهد کند.
بهرترتیب مرداویج پس از مرگ پدر خواستار تقسیم قلمرو او شد و برخی از اشراف مازندران هم از او حمایت کردند و با لشکریان سلجوقی به طبرستان حمله کرد. رستم در قلعهٔ دارا ۸ ماه مقاومت کرد و نهایتاً محاصره درهم شکست و مرداویج از معرکه گریخت ولی رستم به سربازانش دستور داد او را دنبال کرده و بکشند.
انوری یک قصیده در مدح مرداویج سروده‌است که مطلعش «ای در نبرد حیدر کرار روزگار» است.